# Radu Iliaș
Iliaș Radu (n.  ? – d. 1632) a fost fiul Domnului Alexandru Iliaș. Nu se cunoaște data nașterii și data morții sale. A fost domn al Țării Românești, între 21/31 iulie 1632 și 20/30 septembrie 1632. 

## Biografie
Ajunge domn, în urma mazilirii de către poarta otomană a domnului Leon Tomșa. Nu apucă însă să ocupe tronul, deoarece Matei Basarab, ocupă tronul cu ajutorul lui Gheorghe Rakoczi I, dar și cu sprijinul Pașei din Silistra. Radu Iliaș încearcă să își ia tronul, dar în Bătălia de la Mănăstirea Plumbuita, din 20/30 octombrie 1632, oastea sa este înfrântă. În urma negocierilor cu poarta, Matei Basarab primește hatișeriful de numire și steagul de investitură. Iliaș Radu a fost precedat ca și domn de către Leon Tomșa și succedat de către Matei Basarab.